# جامعة إيزمائيل الحكومية للعلوم الإنسانية
جامعة إيزمائيل الحكومية للعلوم الإنسانية مؤسسة تعليم عالي أوكرانية، (بالأوكرانية: Ізмаїльський державний гуманітарний університет) هي جامعة تقع في أوديسا أوبلاست، أوكرانيا. تأسست هذه الجامعة في سنة 1940